# Ралица Милева
Ралица Милева е българска състезателка по спортна гимнастика.

## Биография
Ралица Милева е родена на 22 декември 1993 година в град София, България. Тя е възпитаник на Спортно училище „Ген. Владимир Стойчев“.
Нейният първи треньор е Нели Танкушева, състезател на клуб ЦСКА. Най-големият успех, който е постигала е на Балканиадата през 2006 година.
През 2012 година печели квота за летните олимпийски игри в Лондон. Спортистката се представя много добре и завършва с 16-и резултат в третия поток, достатъчен за дебютно участие на Олимпиадата. Тя се класира на 56-о място в квалификациите на индивидуалния многобой на турнира по спортна гимнастика за жени на олимпийските игри в Лондон.